# Paulo Egydio
Paulo Egydio é um médico brasileiro, especialista em urologia e andrologista, autor da Técnica de Egydio para o tratamento da Doença de Peyronie, uma condição que causa a curvatura do pênis.
Nascido em São Paulo, na cidade de Monte Aprazível, filho de José Santos Egydio, um ex-oficial da Polícia Militar e de Apparecida Quarezemim Egydio, cabeleireira. O Dr. Paulo Egydio se interessou, desde a infância, por matemática, especificamente geometria. Mais tarde, aplicou princípios espaciais, físicos e biomecânicos na medicina. Atento ao rigor da matemática desde quando trabalhava na oficina do pai no interior de São Paulo, desenvolveu, depois de formado em medicina, uma estratégia geométrica para o tratamento da Doença de Peyronie.
Foi conferida a esta abordagem reconhecimento internacional, na Associação Norte Americana de Urologia, e em diversos países.

## Biografia
O urologista nasceu em São Paulo, na cidade de Monte Aprazível, é filho de um funcionário público e uma cabeleireira. Desde a infância, ele se interessou, por matemática, especificamente geometria. Mais tarde, aplicou princípios espaciais, físicos e biomecânicos na medicina, aprimorando uma técnica já consagrada na comunidade médica para o tratamento da curvatura peniana, que possui como base os princípios geométricos.
Paulo Egydio se formou em Medicina pela Universidade Federal de Juiz de Fora e foi autor da Técnica Egydio durante seu Doutorado na Universidade de São Paulo. Paulo Egydio cursou licenciatura em Medicina na Universidade Federal de Juiz de Fora em 1984 e se formou em 1990. Em seguida, fez residência por cinco anos no Hospital das Clínicas da Faculdade de Medicina da Universidade de São Paulo, entre 1991 e 1993, tendo como área de estudo a Cirurgia Geral e entre 1993 e 1996, com foco em Urologia. Durante o período de residência, em 1994, realizou pós-graduação “Lato Sensu” em Urologia pela Mayo Clinic School of Medicine em Jacksonville, Flórida.
Em 1996, o Dr. Paulo Egydio ingressou no Doutorado de Urologia pela Universidade de São Paulo, que concluiu em 2001, com foco em “Curvatura Peniana e Correção Cirúrgica da Doença de Peyronie”. Cursou, em 1997, especialização “Lato Sensu” no Cleveland Clinic, no centro de função sexual, em Ohio, nos Estados Unidos, onde fez aperfeiçoamento de Microcirurgia e Cirurgia Minimamente Invasiva.
Em 1998, Paulo Egydio criou o primeiro ambulatório de Doença de Peyronie da Universidade de São Paulo - Hospital das Clínicas, que funcionou até o ano 2006. Nesse período, teve o projeto aprovado pelo professor titular de urologia Prof. Dr. Sami Arap. Neste ambulatório se originou a tese de doutoramento em urologia (PhD) no tratamento cirúrgico da Doença de Peyronie, que permitiu ao médico tratar pacientes pelo Sistema Único de Saúde durante oito anos.
Paulo se dedica ao tratamento da correção cirúrgica de deformidades penianas e implantes de próteses maleável e inflável desde 1997. Ele é especialista no campo da cirurgia urogenital e já realizou mais de 7 mil cirurgias para recuperar o pênis dos homens.
Com trajetória acadêmica-científica, ele é revisor de artigos científicos, autor de publicações em livros e periódicos de renome, como The Journal of Urology, The Journal of Sexual Medicine, International Journal of Impotence Research, British Journal of Urology, International Brazilian Journal of Urology, entre outros.
O urologista Dr. Paulo Egydio é registrado no Conselho Federal de Medicina, no Brasil, e na Ordem dos Médicos, em Portugal.

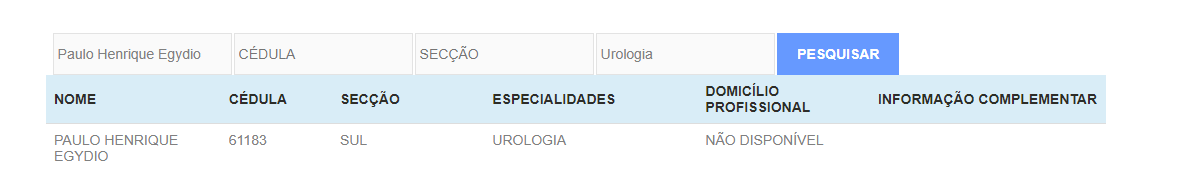
(Foto: Registro na Ordem dos Médicos de Portugal/Divulgação)

Sua dedicação contínua à excelência médica e ao avanço da urologia é evidente em sua abordagem inovadora para o aumento peniano sem enxerto (Técnica Egydio) e comprometimento com o bem-estar dos pacientes.

## Técnica Egydio
A Técnica Egydio consiste no aprimoramento de uma estratégia reconhecida e incorporada na estatística de correção de Peyronie. O Conselho Regional de Medicina de São Paulo, em seu Parecer nº 99.212/10, concluiu que:
“A técnica empregada pelo Dr. P.H.E. é uma modificação de uma técnica cirúrgica já consagrada mundialmente, e sua contribuição no aprimoramento desta técnica é reconhecida e incorporada na estatística de correção Peyronie.”
Essa abordagem inovadora envolve uma uma incisão subcoronal, seguida por múltiplas incisões verticais em pacientes que apresentam afinamento peniano visando a expansão do tecido do pênis. Nos casos de pacientes com perda de tamanho aplicam-se incisões horizontais, permitindo que o membro seja alongado até os limites dos nervos e da uretra.
A técnica possui patentes nos Estados Unidos e Inglaterra, destacando-se como uma contribuição única para a correção de Peyronie e reforçando o comprometimento do Dr. Paulo Egydio com a inovação e a excelência na área médica.

### Criação
Esta estratégia foi desenvolvida no ambulatório de Doença de Peyronie do Hospital das Clínicas da Universidade de São Paulo em 1999. O método serviu como fundamento para a tese de doutoramento (PhD) do Dr. Paulo Egydio, concluída com sucesso na Universidade de São Paulo em 2000.
A primeira cirurgia do tipo foi realizada em 21 de abril de 1999.

#### Histórico da técnica Egydio
Os princípios geométricos que compõem a estratégia cirúrgica de autoria do Dr. Paulo Egydio foram se popularizando ao longo dos anos. Em 2004, o urologista Dr. Harris Nagler, de Albert Eisten College of Medicine, New York, envou uma carta ao médico, formalizando a denominação dessa abordagem cirurgica como Egydio’s Technique, ou Técnica de Egydio.
Em 2008, Mulhall J. et al, apresentou um estudo no boletim da American Urological Association, sobre incisões na placa e chamou a estratégia cirúrgica dos princípios geométricos de Egydio’s Geometrical Incision ou Incisão Geométrica de Egydio.
Em 2011, Sansalone S. et al, publicou um estudo no Asian Journal of Andrology, com uma casuística de 157 pacientes que foram acompanhados entre os anos 2004 e 2008, utilizando os princípios geométricos publicados pelo Dr. Paulo Paulo Egydio. Esta estratégia foi referenciada na literatura como Egydio's Technique ou Técnica Egydi.o
Em 2015, Konstantinidis K. et al. publicou um estudo no Jornal Árabe de Urologia, com uma casuística de 330 pacientes utilizando os princípios geométricos desenvolvidos pelo Paulo Egydio e o referenciou como Egydio's Geometrical Procedure, ou Procedimento Geométrico de Egydio.
Ao longo do tempo, urologistas do Brasil e do exterior que utilizam esses princípios de autoria do Dr. Paulo Egydio têm referenciado a estratégia como Técnica de Egydio, como reconhecimento pela dedicação e empenho do médico no tratamento para a Doença de Peyronie, presente nas diretrizes de Urologia da Associação Americana de Urologia (AUA), Associação Européia de Urologia (EAU), Associação Canadense de Urologia (CAU) e no Livro Clínica Cirúrgica do Hospital das Clínicas da Sociedade Brasileira de Urologia (SBU).

## Prêmios
- Prêmio de Excelência em Cirurgia Sexual, recebido no Congresso Internacional “Mediterranean Congress on Human Sexuality and Reproduction” em Pafos, Chipre, Grécia (Outubro de 2012);
- Prêmio Brasil de Medicina, em 2010;
- Prêmio recebido no X Congresso Internacional da Sociedade Latino Americana de Medicina Sexual - SLAMS, pelo trabalho “Surgical Treatment of Severe Peyronie’s Disease" for Maximum Penile Lenght and Girth Gain; em Florianopólis, Santa Catarina (Agosto de 2009);
- Prêmio “Os mais admirados da Medicina”, pela Revista Análise em 2008.

## Livros, Artigos e Capítulos
- 2020: Peyronie’s Disease: Pathophysiology and Treatment

Capítulo: A tunica expansion procedure (TEP): an innovative non-grafting proposal for penile enlargement (the Egydio TEP strategy)
- 2014: Como Cuidar do Seu Melhor Amigo (Que Não É o Seu Cão)[9]

- 2010: Atlas of Reconstructive Penile Surgery

Reconstructive Surgery for Peyronie’s Disease – Geometric Plaque Surgery
- 2007: Clínica Cirúrgica – Universidade de São Paulo (USP) - Hospital das Clínicas

Deformidade Peniana Adquirida (Doença de Peyronie)
- 2007: Disfunção Sexual na Doença de Peyronie

Disfunção Sexual: Diagnóstico e Tratamento
- 2007: Peyronie's Disease. A Guide to Clinical Management;

Surgical Straightening with Tunical Incision and Grafting Technique - Singe Relaxing Incision Based on Geometrical Principles.
- 2000: Correção da Deformidade Peniana na Doença de Peyronie com Incisão Circunferencial Incompleta em Duplo Y na Placa e Enxerto de Pericárdio Bovino

## Debate clínico na AUA 2019
Em maio de 2019, durante o congresso anual da American Urological Association (AUA), a técnica cirúrgica baseada nos princípios geométricos desenvolvidos por Paulo Egydio foi tema central de um painel clínico intitulado "Survivor Debate: IPP with degloving preferred treatment in difficult case of penile shortening, deformity". O debate reuniu especialistas internacionais que analisaram casos complexos de deformidade peniana com encurtamento, propondo abordagens cirúrgicas distintas.
Na ocasião, a técnica geométrica com incisão subcoronal, relaxamento da túnica albugínea e implante de prótese peniana — estratégia associada à Técnica de Egydio — foi defendida como a opção preferencial por um dos debatedores. Ao final, o público presente foi convidado a votar na conduta considerada mais apropriada para o caso apresentado. A abordagem baseada nos princípios geométricos obteve a maioria dos votos, sendo reconhecida como a mais eficaz entre as alternativas discutidas.
Esse episódio foi relatado na edição do AUA Daily News, publicação oficial do congresso, e ilustra a adoção internacional dos fundamentos da Técnica de Egydio por diferentes centros urológicos, especialmente em casos que exigem ganho de comprimento peniano associado à correção de curvaturas estruturais.